# 紫合
紫合（ゆうだ）は、兵庫県川辺郡猪名川町の地名。人口は2020年（令和2年）時点で262人。面積は2.347平方キロメートル。郵便番号は666-0233。市外局番は072。当地域内には、条里制に基づくものとされる土地区画が残っている。郷土史家で地名研究者の落合重信は「難読難解地名の最たるもの」としている。
かつては「夕田」あるいは「紫田」とも表記された。「由布多」と表記したともいう。一般に紫合と夕田は同一の地域を指すものとされているが、1447年（文安4年）の史料のいくつかは紫合の中に夕田があるとしている。

## 地理
猪名川町の南東部に位置する。北は下阿古谷、北東は内馬場、東は原、南は柏梨田（かしうだ）、西は南田原、北野および北田原と接する。
中部より北は、ほとんどが山地で占められている。当地域の南西端を猪名川が東南へ流れている。中央部を猪名川の支流である阿古谷川が南へ流れ、最南端部で猪名川と合流している。阿古谷川の右岸には、平均礫径5センチメートル程度の亜円礫もしくは亜角礫からなる段丘礫層の露頭がある。
地域の南西部には自動車教習所の大陽猪名川自動車学校、コンビニエンスストアのファミリーマート猪名川パークタウン店およびゆうちょ銀行大阪支店 ファミリーマート猪名川パークタウン店内出張所のほか、保健センター、西鏡寺、天森神社、パスタ パッソ ア パッソ (pasta Passo a Passo)、ガソリンスタンド、社会福祉会館およびふれあいの径などがある。西鏡寺付近にある水準点の標高は85.1メートル。
南東部には猪名川町消防本部および消防署、兵庫県立猪名川高等学校、兵庫県立こやの里特別支援学校分教室、ガソリンスタンドがあり、中部には猪名川乗馬クラブなどがある。南部には標高146メートルの高塚山が、下阿古谷との境付近に標高272メートルの岩ヶ谷山が、北田原との境付近に標高228.3メートルの大谷山がある。
紫合地区の集落は阿古谷川右岸の段丘の上にある。猪名川と阿古谷川の合流点から字東垣内（ひがしかきうち） - 字宮本にかけての範囲には、条里制に基づく地割を受け継いだものと考えられる土地区画が確認されており、区画の形状がひし形をしているという特徴をもつ。
猪名川町の旧道の道端には、相撲力士の碑がいくつも建てられているが、そのうちの1つが紫合字火燈山（ひとぼしやま）にある宝山藤兵衛の碑で、これが建てられたのは1881年（明治14年）3月である。

### 紫合の量り岩
江戸時代から大正時代末期にかけて、木材を運搬するに際して猪名川に流して運ぶ流送と呼ばれる方法が採られていた。スギやマツ、ヒノキなどの木材は、バラバラのままの状態で流す管流し（くだながし）という方法で運ばれ、紫合より下流では、木材を結び合わせて人が乗って操作する筏流しという方法で運ばれた。猪名川高瀬通船が行われていた下流部では、通船に危険を及ぼすおそれのある管流しは許可されていなかった。紫合にある量り岩（はかりいわ）は、目盛り岩とも呼ばれ、兵庫県によって管流しから筏流しへの切替え地点に指定されていた。量り岩付近では、増水時の流量が毎秒1立方メートルで、水深が平均0.40メートルを超えているため、筏流しが可能であったものとみられる。水田のかんがい期間中は、川に設けた井堰の損壊を防ぐ目的で木材の流送が禁止されていたが、材木業者からこうした制約の緩和の要望が寄せられたため、流送をしても井堰が損壊される可能性が極めて低い増水時水位およそ0.45メートルを目安に、かんがい期間中の流送が認められるという決定が1876年（明治9年）に出された。量り岩は、流送の方法の目安となる増水時水位を確認するための目盛りとしても用いられていたと考えられている。この岩は紫合橋の上流にあり、橋から見ることができる。

### ため池
当地域には蟹ヶ谷池（かにが谷池）、池谷池、氏上池、墓の谷下池、上池、猪-102池、北ノ町2号池および西畦田池などのため池がある。紫合村のため池は、延宝新検地帳によると8か所あったとされるが、紫合村延宝巡見村絵図には合計11か所描かれている。蟹ヶ谷池は1648年（慶安元年）に造られたもので、面積が4反9畝（およそ4,900平方メートル）あまりで村域最大の池であった。池谷池は1668年（寛文8年）に造られたもので、面積3反5畝（およそ3,500平方メートル）あまり。
白山池（しろやまいけ）は1648年に造られたもので、面積2反8畝（およそ2,800平方メートル）あまり。こざる谷上池・こざる谷下池は、いずれも白山池の付近に1648年に造られたもので、面積が5畝（およそ500平方メートル）程度と小規模な池である。古津川池（こづがわいけ）は1648年に、荒堀池（あらぼりいけ）および赤坂谷池（あかさかたにいけ）は1656年（明暦2年）に造られたとされる。

### 猪名川荘苑
猪名川荘苑（いながわそうえん）は、紫合字山田西原（やまだにしはら）を中心として、北側の字豆ヶ谷（まめがたに）および南側の字神子ヶ谷（みこがたに）にまたがる森林地帯を開発した造成宅地である。造成面積は10.39ヘクタール。1969年（昭和44年）の春に分譲が開始された。入居済み世帯数は1973年（昭和48年）に22世帯、1980年（昭和55年）に119世帯、1990年（平成2年）には167世帯を数えている。この地区は2014年（平成26年）、町名が紫合から荘苑に変更された。

## 歴史

### 中世まで
紫合地区には、古生代末期から中生代にかけて形成されたとされる丹波層群や、新生代に形成された大阪層群が分布している。南北朝から紫合村もしくは夕田村として史料に現れている。戦国時代までは摂津国川辺郡多田荘に属していた。『多田神社文書』の1368年（応安元年）の「金堂供養棟別銭注文」には、多田院（現在の多田神社）より修繕のための費用が課された村名が記載されており、万善、広根、阿古谷、東畝野（東畦野）、西畝野（西畦野）、一庫などとともに「夕田」との表記がみられる。同文書の1375年（永和元年）の「諸堂造営棟別銭郷村注文」によると、多田院の法花堂や常行堂などの造営棟別銭が課されている。
1393年（明徳4年）2月28日には赤松時則が多田荘本田方の紫合村別納地の田地3町2反あまりを多田院に寄進した。1436年（永享8年）3月11日には野間仲康が夕田村内トヘの田地2反を多田院に寄進した。1447年（文安4年）6月30日には河瀬秀直が紫合村のうち奥林免2反を多田院に寄進した。
『多田神社文書』の1486年（文明18年）の「多田荘段銭結解状」には、多田荘の本田方分として「紫合村九町六段三百四十歩」「同寺領分二丁四段大廿歩」、新田方分として「紫合村一段大」と記されており、多田院によって段銭が徴収されたことがわかる。同文書の1506年（永正3年）の「多田荘段銭結解算用状」にも段銭が課されたことが記されている。

### 近世
1594年（文禄3年）、速水甲斐守守久を検地奉行とする太閤検地が紫合村で行われた。江戸時代は川辺郡に属した。川辺郡、豊嶋郡および能勢郡にまたがる多田銀銅山には、銀山親鉉（ぎんざんおやづる）、高山親鉉、七宝山親鉉および奇妙山親鉉の4つの大鉱脈があるということが近世には認識されており、紫合村は銀山親鉉の上に位置した。1605年（慶長10年）の摂津国絵図および1617年（元和3年）の摂津一国高御改帳によると、夕田村の石高は429.79石であった。1636年（寛永13年）から1662年（寛文2年）にかけては高槻藩の領有地であった。
1640年（寛永17年）には猪名川が氾濫し、山崩れのほか、耕作地が水流で削り取られる川欠（かわかけ）が発生した。1649年（慶安2年）、幕府領高槻藩預かり地となる。猪名川町域の村々は地域的なつながりが強く、17世紀後半には複数の村が結集して組を形成していた。紫合が内馬場、北田原、南田原、上原、下原、槻並および万善とともに形成した組は紫合組と呼ばれた。
1677年（延宝5年）ごろに実施された紫合村での延宝検地において検地実務にあたった検地奉行は、田坂角兵衛、梅原仁太夫、田渕藤右衛門、木村藤衛門の4人であった。紫合村の場合、1677年（延宝5年）ごろの延宝検地の村高は、1594年（文禄3年）の太閤検地の村高と比較して32.6パーセントも増加している。
紫合村延宝巡見村絵図をみると、大谷山の南側に畑などの耕作地や紫合の集落があり、また猪名川が大谷山の山麓を南流したのち、柏梨田村と紫合村の境付近でほぼ東方向に流路を変え、その先で阿古谷川が合流しており、こうした状況は現在とほとんど変わっていない。またこの絵図によると、猪名川と阿古谷川の合流点付近に水損場があった。紫合村の場合、延宝検地の林野面積は91町8反で、そのうち草山が40町5反、小松柴山が51町3反であった。また山手米は1石9斗4升4合であった。1685年（貞享2年）から1694年（元禄7年）にかけては武蔵忍藩の領有地であった。
紫合村において1815年（文化12年）の時点で多田院御家人常勤であったのは、紫合市左衛門および前西五左衛門であった。1827年（文政10年）の「紫合村御仕置五人組帳」は、庄屋が毎年5月、9月、11月および正月に村のすべての百姓を集めて条文の読み聞かせをすることになっていた。天保郷帳の村高は433石あまりであった。

### 近代
1871年（明治4年）8月、戸籍法の制定に伴い、兵庫県内が64の戸籍区に分けられ、紫合村は第27区に属した。戸長は、紫合村の紫合左一郎らが担当した。この戸籍区については、1872年（明治5年）2月に編成の変更が行われ、全50区となり、紫合村は第36区に属した。1872年（明治5年）8月、大区小区制の施行に伴い、兵庫県内が19の区に分けられた。紫合村は第14区に属し、第14区区長には紫合左一郎が選ばれている。
1889年（明治22年）4月、町村制施行に伴い、中谷村の大字となる。1920年（大正9年）3月、道路法に基づき、紫合・阿古谷線が重要路線として村道に指定される。1924年（大正13年）11月、三浦醸造場が開設する。1929年（昭和4年）、紫合・阿古谷線の改修工事が実施される。同年7月、旭合名会社の設立者である西尾庄右衛門が山下 - 紫合間5.6キロメートルの路線免許を取得し、営業を開始する。1932年（昭和7年）6月には、田植えを行う時期に農繁託児所が開設されている。

### 現代
1955年（昭和30年）4月10日、中谷村と六瀬村が合併して猪名川町が発足。紫合は同町の大字となる。1956年（昭和31年）7月20日、阪急バスが上阿古谷 - 紫合間2.9キロメートルの路線延長免許を取得する。1983年（昭和58年）、町道川西猪名川線（現在の川西三田線）の紫合 - 南田原間155メートルが完成される。2014年（平成26年）8月1日、猪名川荘苑地区の町名変更が行われ、紫合字山田西原、紫合字神子ヶ谷、紫合字豆ヶ谷の一部が荘苑1丁目、荘苑2丁目、荘苑3丁目となる。

## 地名の由来
神戸市西区神出町にも紫合（ゆうだ）という地名がある。落合によると、神出町の紫合の付近は、かつて紫合谷（しごうだに）と呼ばれていた。相互扶助を目的とした協同労働である「結」（ゆい）の1つに葬儀などを行う四合（しごう）があり、紫合谷は死体や遺骨の埋葬地であったという。のちに紫合谷の周囲の土地は、結によって開墾されて田んぼとなり、これは結田（ゆうだ）と呼ばれた。こうした経緯があって、結田（ゆうだ）の音に紫合（しごう）の字を当てて紫合（ゆうだ）という地名になったのではないだろうかとされる。神戸史学会の有井基が1989年（平成元年）に著した『ひょうごの地名を歩く』は、猪名川町の紫合という地名も同様の経緯から付けられたのではないだろうかとしている。
伝承では、西鏡寺の敷地内に松の古木が茂生しており、夕刻になると紫色の雲が梢の付近に棚引き、松の周囲に良い香りが漂っていた。このことからその松は「紫雲の松」と呼ばれていた。また、寺の近くを流れる猪名川の川面にあがる靄が夕日を受けて紫色を帯び、松の上部の紫雲と重なり合っていた。こうしたことから、もともと付けられていた「ゆうだ」という土地の呼び名に「紫合」の字を当てて地名としたとされる。猪名川と阿古谷川が合流する地点の付近で発生した靄が朝日を受けて、紫色の雲のように見えたことによるという説もある。
1914年（大正3年）刊行の『川辺郡誌』には、次のような記述がある。
紫合村は由布多（ゆふだ）と訓じ、出所不明なるも本縣明石郡内にも同様の地名ありて、其由縁を説くに、佛神在護の地にして紫雲常に靉靆（たなびき）合へるの靈地なれば名付けて紫合といふ、と一書にあり。本村名果して之れと同一因由に據るものにや覺束なし。—原田長治、『川辺郡誌』、1914年12月

## 人口・世帯数
紫合村の1375年（永和元年）の棟数は48家であった。1677年（延宝5年）の戸数は55戸。1891年（明治24年）における家屋戸数は59戸、倉庫棟数は13棟、厩棟数は32棟であった。1882年（明治15年）の戸数は66戸で、人口は311人であった。1891年（明治24年）の戸数は59戸で、人口は346人（うち男性192人、女性154人）。1920年（大正9年）の世帯数は70世帯で、人口は333人。1935年（昭和10年）の世帯数は71世帯で、人口は350人。1960年（昭和35年）の世帯数は91世帯で、人口は463人。1985年（昭和60年）の世帯数は243世帯で、人口は945人。
1995年（平成7年）国勢調査では、当地域の総人口は1080人、うち男性が527人、女性が553人であり、世帯数は298世帯であった。2005年（平成17年）国勢調査では、当地域の総人口は1078人、うち男性が528人、女性が550人であり、世帯数は363世帯であった。猪名川荘苑地区が紫合から分離・独立した後の2020年（令和2年）国勢調査では、紫合の総人口は262人、うち男性が128人、女性が134人であり、世帯数は99世帯となっている。

## 経済・産業
猪名川町は、平地が多いうえに水が豊富であり、また寒暖差が大きいことから農業、とりわけ野菜の生産がさかんに行われている。町内で開催されている農林産物品評会において、2013年（平成25年）には紫合産の小カブが兵庫六甲農業協同組合長賞を、2014年（平成26年）には紫合産のナスが猪名川町長賞を受賞している。
大正期に川辺郡では兵庫県内で栗が最も栽培されていた。とりわけ中谷村の生産量は突出して多かった。紫合を含む中谷地区の特産の栗は「中谷栗」と呼ばれ、アメリカ合衆国に輸出されたこともあった。1920年（大正9年）における紫合の栗の栽培面積は24.4反（およそ2万4200平方メートル）、生産量は9石であった。
1924年（大正13年）9月には、鉱泉を利用して炭酸ガスを製造する猪名川炭酸工業所が開設されたほか、1930年（昭和5年）5月には、セルロイド製容器の製造を行う淀川セルロイド加工場が開設されている。
「花衣」（はなごろも）は、猪名川町の地酒である。1922年（大正11年）11月、初代三浦亀吉が紫合の地で酒造業を創業。「萬歳亀」の酒銘で製造・販売した。二代目の三浦新二のとき、1943年（昭和18年）の清酒製造企業整備要網により町内の4軒の酒造業者と合併し、1945年（昭和20年）3月に川辺酒造が創設され、酒銘が「花衣」に統一された。
2020年（令和2年）国勢調査では、15歳以上の就業者数は138人であり、産業別では多い順に卸売業・小売業が21人、サービス業が15人、農業・林業が14人、宿泊業・飲食サービス業、建設業、医療・福祉が各10人、製造業、公務が各9人、生活関連サービス業・娯楽業が8人、学術研究および専門・技術サービス業、運輸業・郵便業、金融業・保険業が各5人、情報通信業が3人、教育・学習支援業、複合サービス事業が各2人、不動産業・物品賃貸業が1人となっている。
2016年（平成28年）の経済センサスでは、紫合の全事業所数は40事業所、全従業者数は312人である。産業別にみると、事業所数は卸売業・小売業が16、生活関連サービス業・娯楽業が6、建設業が5、サービス業、医療・福祉が各3、教育・学習支援業、宿泊業・飲食サービス業、製造業が各2、学術研究および専門・技術サービス業が1となっており、従業者数は卸売業・小売業が92人、教育・学習支援業が75人、製造業が29人、医療・福祉、建設業が各28人、サービス業が25人、生活関連サービス業・娯楽業が16人、宿泊業・飲食サービス業が14人、学術研究および専門・技術サービス業が5人となっている。

## 施設

### 社会福祉会館
1971年（昭和46年）4月、字火燈山にある丘の上に町民会館が開館された。構造は鉄筋造2階建てで、延床面積は1,600平方メートル。1970年（昭和45年）8月着工、翌1971年3月完成。完成式では町木がマツに、町花がツツジに決定したことが発表された。1階部分は公民館の用途に供され、集会室、展示室、講義室のほか、収容人数500人のステージ付き大ホールが設けられ、2階部分は福祉センターの用途に供され、老人いこいの室、身体障がい者の訓練室、結婚式場などが設けられた。結婚式場の利用が極めて少なくなっていたことなどから、1991年（平成3年）4月、町民会館は「社会福祉会館」に改称され、主に社会福祉活動を行うための施設として供用を開始した。

### 消防本部・消防署
1990年（平成2年）4月1日、猪名川町消防本部および消防署が発足する。1992年（平成4年）9月末、消防本部の庁舎が字古津側山（こつがわやま）に完成し、10月1日より同所で業務が開始される。庁舎は、鉄筋コンクリート造2階建て（一部3階建て）。敷地面積はおよそ3000平方メートルで、延床面積はおよそ1267.28平方メートル。1階には通信機械室や通信指令室のほか、消防車の車庫が置かれ、2階には事務室や研修室のほか、消防長室や消防団長室が置かれている。3階は無線室である。総工費はおよそ9億1100万円であった。

### 保健センター
1986年（昭和61年）4月、字北裏763番地に保健センターが開設された。構造は鉄筋コンクリート造1階建て。敷地面積はおよそ2,840平方メートルで、延床面積はおよそ610平方メートル。健康診査室、健康教室、機能訓練室および栄養指導室などが配置されている。総事業費は1億5,825万円であった。

## 教育
町立の小学校、中学校または幼稚園の通学区域または通園区域について、紫合の場合は次表のように定められている。
| 学校区       | 通学区域または通園区域           |
| ------------ | -------------------------------- |
| 猪名川小学校 | 紫合（北裏、墓ノ尾の小字を除く） |
| 白金小学校   | 紫合（北裏、墓ノ尾の小字のみ）   |
| 猪名川中学校 | 猪名川小学区、白金小学区         |
| 猪名川幼稚園 | 猪名川小学区、白金小学区         |

### 兵庫県立猪名川高等学校

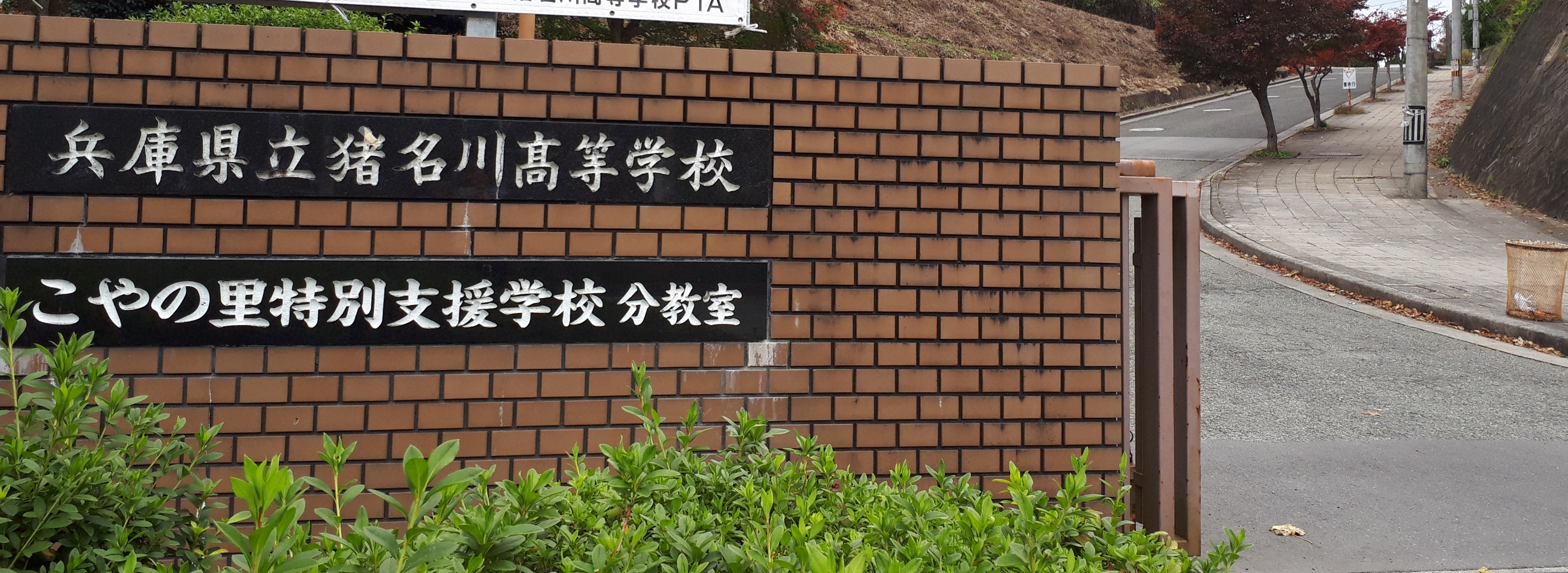
兵庫県立猪名川高等学校および兵庫県立こやの里特別支援学校分教室の校門

1974年（昭和49年）10月、紫合字新林にて校舎の建設が開始される。1975年（昭和50年）4月1日に開校されたが、この時点で校舎が完成していなかったため、兵庫県立伊丹高等学校の猪名川分校で授業を行った。同年8月に鉄筋コンクリート造5階建ての校舎、管理普通教育棟が完成する。続いて特別教育棟、体育館、バレーボールコートおよびテニスコートが完成された。総建設費はおよそ9億9400万円。敷地面積はおよそ4万5000平方メートル。

### 紫合小学校
猪名川町では1873年（明治6年）2月、各地域の寺院の堂宇を仮校舎として数か村連合村立の小学校が開校された。紫合村や北田原村などからなる連合村では、同月20日に北田原の東光寺に北田小学校が開校された。1877年（明治10年）3月には、同校が紫合村の西鏡寺に移転され、紫合小学校に改称された。同年における紫合小学校の生徒数は全体で50人、うち男子が36人、女子が14人であった。紫合小学校の校舎は、1878年（明治11年）10月に建築許可が降り、1880年（明治13年）5月に完成された。建設にかかった費用は予算額が805円であったのに対し、決算額は1200円であり、差額の195円は寄付金で賄われた。1893年（明治26年）4月には、紫合小学校と広根小学校が合併して中谷尋常小学校が開校された。

## 文化

### 西鏡寺
西鏡寺（さいきょうじ）は、紫合にある浄土宗の寺院。伝承によると、西鏡寺の敷地内にあった松が枯死した後、その根もとから光明が発せられたため、そこを掘ったところ薬師如来像が出現したという。仏堂が建立され、紫合山（しごうさん）薬師如来と名づけて像が安置された。薬師堂はこうして創建された。現在の薬師如来像は、1334年（建武元年）に造られたものと伝わる。1645年（正保2年）、上野村（現在の猪名川町上野）の安養寺の第三世嶽誉上人が当地に阿弥陀仏を祀った草堂を建立した。西鏡寺はこうして創建された。薬師堂は西鏡寺の小堂に位置づけられるものとなった。薬師堂は、1838年（天保9年）に火災によって焼失する被害を受けたが、1849年（嘉永2年）に再建された。2018年（平成30年）8月から9月にかけて兵庫県などを襲った台風第20号および第21号の影響で、薬師堂は屋根がはがれる被害を受け解体された。2021年（令和3年）6月、薬師堂の再建工事が完成した。

### 天森神社
天森神社（あまのもりじんじゃ）は、字火燈山にある神社。主祭神は白山姫命（しろやまひめのみこと）。配祀神は天之水分神（あめのみくまりのかみ）および誉田別尊（ほんだわけのみこと）。創建年月は不詳。安政期に発生した失火ののち建物が再建された。1918年（大正7年）には八幡社も合祀された。本殿は檜皮葺きの春日造、拝殿は瓦葺きの入母屋造となっている。
専業の神職がいない村落において氏神祭礼を維持・運営する組織を、一般的にお頭（おとう）という。氏子の中から選出された個人もしくは組織が輪番制で氏神祭礼を主宰したり、神職を助けて献饌や祝詞奏上、直会の準備のほか、境内の掃除および神田や祭具の管理などを行ったりする人を頭人といい、お頭神事では神供の調達に当たる。頭人の家は頭家と呼ばれた。天森神社では毎年11月7日にお頭神事が執り行われ、ユズや辛子のほか小豆入りおこわの握り飯がお供えされる。

### 合同秋祭り
猪名川町では、かつては豊作や家内安全などを祈願する祭りが盛んに行われていたが、とりわけ農村地域では少子高齢化が進むにつれて、祭りが衰退の一途をたどっていた。そうした中でかつてのような活気のある祭りを復活させるために、2004年（平成16年）に紫合地区、北田原地区および北野地区が合同で秋祭りを開催した。以降、毎年秋に複数の地区が合同で秋祭りを行うようになった。10月の第2土曜日の夜に獅子舞が演じられ、太鼓台やだんじりが練る。紫合にあるコンビニエンスストア、ファミリーマート（旧サンクス）猪名川パークタウン店の駐車場が会場となっている。

### 文化財
一戎大黒天立像（いちえびすだいこくてんりゅうぞう）は、江戸時代の仏像彫刻家木喰による彫像。正式名称は「兵庫県指定重要有形文化財 旧川辺郡中谷村・六瀬村所在木喰明満作木彫群26躯のうち一戎大黒天立像」。造像年月日は1807年（文化4年）5月20日。1999年（平成11年）4月13日に兵庫県指定文化財に指定された。1999年（平成11年）に平凡社より刊行された『兵庫県の地名』は紫合にあるとしているが、2019年（令和元年）からは猪名川町木津にある町立ふるさと館の所蔵となっている。

## 交通
鉄道は通っていない。最寄り駅は、能勢電鉄日生線の日生中央駅。当地域の北端から南部へ走る兵庫県道603号能勢猪名川線は、南部をおおむね北東 - 南西方向に走る兵庫県道68号川西三田線に接続している。川西三田線と兵庫県道12号川西篠山線が南西部の紫合北ノ町交差点で交差している。川西篠山線は、国道176号と兵庫県道13号尼崎池田線の交点を始点として猪名川沿いを北上し、猪名川町を通過して丹波篠山市に至る道路。川西三田線は、川西市一庫を始点として猪名川町を通過し、三田市に至る道路。
阪急バスが運行しており、停留所には紫合、電話局前および紫合東口がある。主要な停留所となっている紫合停留所の場合、1のりばには6・41・49号系統、日生中央駅行きおよび64・63号系統、伏見池公園前行きが、2のりばには6・63・64号系統、阪急川西能勢口駅行きのほか9号系統、JR川西池田駅行きおよび41号系統、杉生行きが、3のりばには12号系統、日生中央駅行きが、4のりばには22号系統、阪急川西能勢口駅行きが、5のりばには2・12号系統、阪急川西能勢口駅行きが発着している。
紫合橋（ゆうたばし）は、猪名川に架かる橋梁。 1937年（昭和12年）開通。全長は27.6メートル、幅員は5.6メートル。橋梁形式は、鉄筋コンクリート桁橋。